# Mk 14 Enhanced Battle Rifle
United States Navy Mark 14 Enhanced Battle Rifle (Mk 14 Enhanced Battle Rifle, «улучшенная боевая винтовка») — американская марксманская винтовка, созданная силами специальных операций ВМФ США на основе винтовки М14. Используется рядом спецподразделений ВМФ, в том числе SEAL.
Основные отличия от M14: новая ложа (разработка компании Smith Enterprises), телескопический приклад, пистолетная рукоятка, несколько планок Пикатинни и некоторые «коммерческие» компоненты, например, новый прецизионный ствол и газовый цилиндр.